# محمد العروسي (مطرب)
محمد العروسي (مواليد 14 يناير 1934 [2]–14 فبراير 2014) فنان مغربي من رواد الأغنية الشعبية والمتربع على عرش الطقطوقة الجبلية بدون منازع، وهو إلى جانب ذلك قطب من أقطاب الثقافة الشعبية في شمال المغرب إلى جانب كل من المختار العروسي وأحمد الجرفطي والحاجي السريفي وشامة الزاز. وهم من انتقلو بفن (الطقطوقة) إلى العالمية بحضورهم مهرجانات في أكثر من دولة.

## البداية
بدأ محمد العروسي مسيرته الفنية في سن مبكرة، حيث غادر الكتاب القرآني رغم معارضة والديه، والتحق منذ صباه بشيوخ التراث الشعبي، من أمثال مولاي المفضل الطريرف، وأحمد بالمكي، وابن التهامي في فن قصائد الملحون، رغبة منه في النهل من معينهم الفني والنظمي.
اشتغل محمد العروسي في الإذاعة المغربية التي أذاعت له ابتداء من سنة 1958 [3] عدة أغاني منها قصائد وأغاني وطنية نالت شهرة واسعة بين السكان في المناطق الشمالية وكامل التراب الوطني عامة، حيث عرفت أغانيه بالطابع الغنائي المرح والخفيف المائل إلى السخرية وتبليغ الخطاب إلى المتلقي بطريقة أكثر تشويقا وانجذابا، لأنها تحمل بين طياتها معاني مبطنة زاخرة بانطباعات الحياة اليومية لسكان جبالة وعموم الشعب المغربي، وهذا هو سر استمرار أغانيه وقوتها كمرجعية لكل مهتم بتراث جبالة، وباحث في الثقافة الشعبية في المغرب الأقصى.

## «الطقطوقة الجبلية»
هذا الفنان الذي يعتبر رمز «الطقطوقة الجبلية»، أطرب آذان المغاربة لعقود من الزمن بفنه المتميز الجميل، وبصوته الرخيم الذي ينطلق من أعماق جبال منطقة تاونات. هذا الشاعر - المغني الذي ساهم بفنه في إيقاظ روح الوطنية لدى الإنسان الجبلي، من أجل تحرير البلاد، ومقاومة الإستعمار الإسباني. كما أكد ذلك المقاوم والمناضل الاتحادي محمد المكناسي، حين قال: «أن أغاني العروسي كانت من العوامل التي أججت اشتعال المقاومة». وبسبب أغانيه الحماسية والجريئة تعرض للاعتقال من طرف السلطات الحماية الفرنسية سنة 1944، عن أغنيته التي تنتقد معمرا فرنسيا اسمه «القبطان صولي»، هذا المعمر كان يحكم المنطقة ويسلب خيرات أهلها، زد على ذلك أن هذا الفنان الشعبي كان يتعرض للمضايقات من طرف الإستعمار الفرنسي، منها منعه من دخول مدينة فاس سنة 1952. وبعد الاستقلال أذاعت له الإذاعة الوطنية المغربية العديد من أغانيه منها قصائد وأغاني وطنية رائعة نالت شهرة واسعة ابتداء من سنة 1958. 
شيخ العيطة الجبلية ولج عالم الفن من بابه الواسع ابتداء من سنة 1970، حيث أغنى الخزانة المغربية بعشرات الأغاني الخالدة، فاقت 526 أغنية. وأصبح مرجعا مهما من مراجع الطرب الشعبي المغربي الأصيل. يلجأ إليه كل المهتمين بتراث وفن جبالة، وكذلك الذين يبحثون في الثقافة الشعبية. وعلى الخصوص الأغنية الجبلية المنتشرة في شمال غرب المغرب، في كل من شفشاون، طنجة، العرائش، القصر الكبير، أصيلة، وزان، تاونات...
الشاعر والمغني محمد العروسي، لقبه الحقيقي هو محمد ولد اطريريف، لأن والده كانت له حرفة «خراز»، أي «طراف»، وهو من مواليد 14 يناير 1934، بدوار دروكول تافرانت قبيلة بني زروال دائرة غفساي إقليم تاونات، من أسرة تتعاطى للفلاحة. قرأ في الكتاب القرآني ومن بعد التحق بشيوخ التراث الشعبي قصد التعلم أصول الغناء والطرب على يد الشيخ المفضل الطريرف والشيخ أحمد بلمكي وابن التهامي..
الفنان العروسي له إبداعات متنوعة، غنى عن المرأة، والوطن، والأرض والجبال وعلى جمال الطبيعة، وآلام الفلاحين والهجرة إلى غير ذلك.. كما لحن العروسي لمطربين مغاربة عدة أغاني وقصائد، وحظي بنيل عدة جوائز تكريمية وأوسمة شرفية، منها الحفل التكريمي الذي نظمته تاونات أواخر سنة 2004.

## الوفاة
توفي العروسي يوم الجمعة 14 فبراير 2014 بعد معاناة طويلة مع المرض عن عمر يناهز 80 عاماً.